# Південна бухта (Севастополь)
Півде́нна бухта (історично — Чоба́н-Ліма́н, крим. Çoban Liman, або Картали́-Кош, крим. Qartalı Qoş, також Га́вань) — бухта в Севастополі, впадає у Велику Севастопольську бухту між мисами Миколаївським і Павловським.

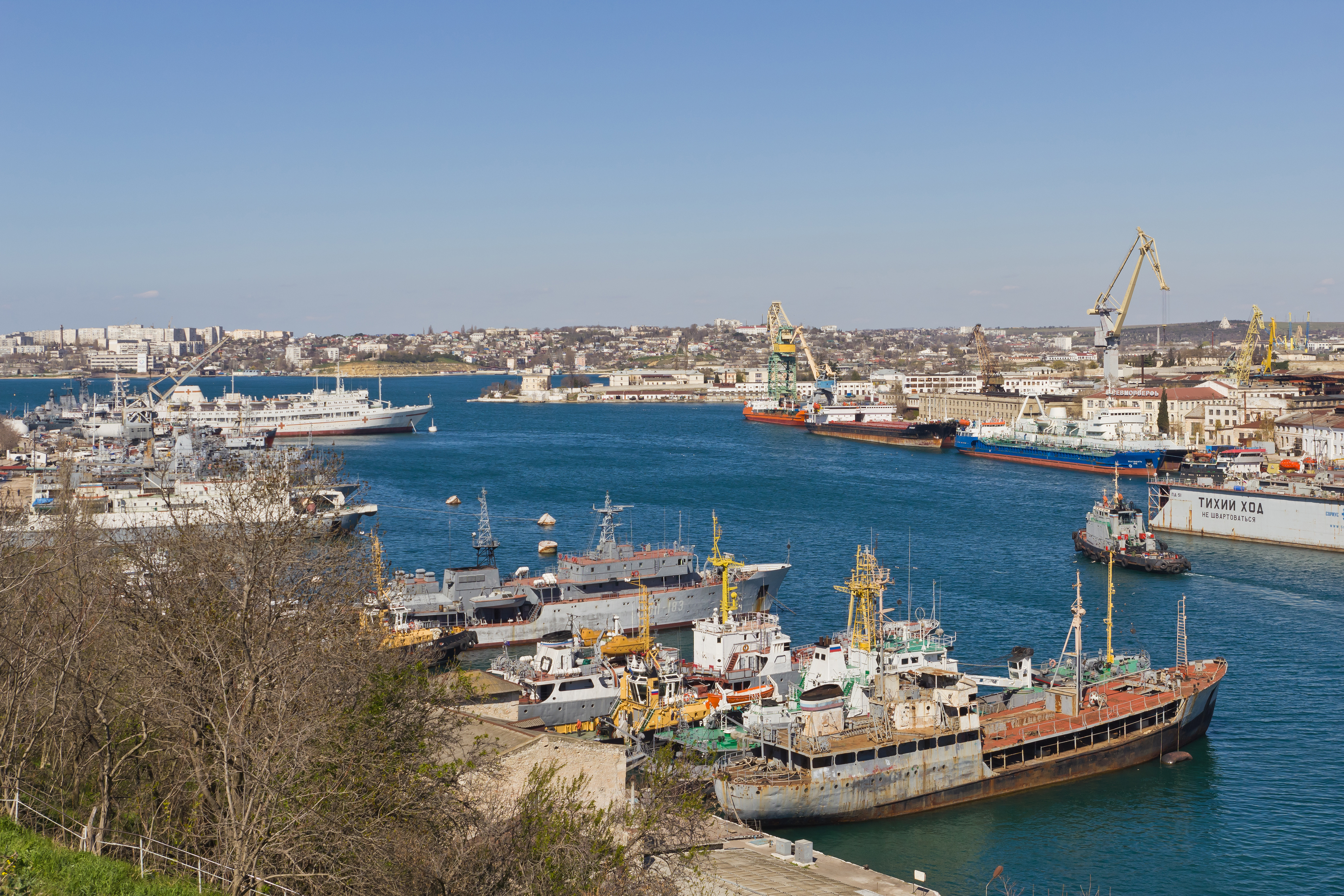
Вид на Південну бухту і Севморзавод

У гирлі бухти розташований залізничний вокзал Севастополя. На виході з бухти на західному березі знаходиться Графська пристань, трохи південніше — Севастопольський морський торговельний порт. На східному березі розташовуються лазарєвські казарми (в яких розміщується філіал МДУ ім. Ломоносова). На цьому ж березі у Південну бухту впадає Корабельна бухта, яка використовується Севморзаводом.
Бухта є стоянкою для багатьох суден військового, торгового та інших призначень.

## Назва
Названа за своїм розміщенням щодо Севастопольської бухти, тому що орієнтована точно на південь. Знаходиться в центральній частині міської забудови Севастополя, розділяє південну сторону Севастополя на центральну (міську) та корабельну сторони.
Але ця назва «приклеїлася» до бухти лише наприкінці XVIII ст. Справжнє її ім'я – Чобан-Лиман, "Пастуша бухта". Так її назвали тому, що влітку сюди з гір приганяли на водопій стада. Була у бухти й інша назва Картали-Кош, «Орлина зимівля». Можливо, воно пов'язане з тим, що тут у минулому мешкало безліч цих птахів.

## Історія
До заснування Севастополя бухта була відома під назвами Чабан-Ліман чи Чобан-Ліман (в перекладі «пастуша бухта») та Картали-Кош (в перекладі «бухта шулік»).
У 1783 році на північно-західному березі бухти почали будувати перші будівлі новоствореного Севастополя. Бухта отримала назву Південна бухта чи просто Гавань. З часом друга назва не прижилася, за бухтою залишилася назва Південна бухта.
На початку XIX сторіччя у гирлі бухти виникає Каторжна слобідка, поблизу Корабельної бухти — Корабельна слобідка. На останній селилася біднота: моряки, рибалки, солдати та їхні сім'ї. Каторжну слобідку населяли конвоїри кораблів «Полтава» та «Лісний», на яких утримувалися арештанти. Для конвоїрів та їхніх сімей побудували казарми, пекарню, кухні.
До Кримської війни в бухті був побудований невеликий устричний завод.
У 1830-1840-іі на східному березі бухти збудували адміралтейство та монументальні казарми, що отримали назву лазарєвських на честь командира Чорноморського флоту Михайла Лазарєва. Для їх будівництва зрили цілу гору, ґрунтом з якої засипали болота у гирлі бухти. Засипані болота отримали назву Пересип, пізніше тут побудували залізничний вокзал.
В ході Кримської війни у вересні 1854 через бухту побудували плавучий міст. Він був зруйнований у ході другого бомбардування Севастополя. Ще один міст через бухту був зведений південніше. Один з якорів цього мосту був знайдений у 1980-і при ремонті залізниці та встановлений на Історичному бульварі біля будівлі Панорами Оборони Севастополя.
1875-го відкрита залізнична станція Севастополя, зведена у гирлі бухти на Пересипу.
У ніч на 13 листопада 1941 року в Південній бухті в результаті авіанальотів німецької авіації затонув крейсер Чорноморського флоту «Червона Україна».